# Dernière Limite
Pour les articles homonymes, voir Deep Cover.
Pour plus de détails, voir Fiche technique et Distribution.
Dernière Limite ou L'Agent Double au Québec (Deep Cover) est un film américain réalisé par Bill Duke et sorti en 1992.

## Synopsis
Un policier infiltre une organisation de trafiquants de drogue.

## Fiche technique
- Titre français : Dernière Limite
- Titre québécois : L'Agent Double
- Titre original : Deep Cover
- Réalisation : Bill Duke
- Scénario : Michael Tolkin et Henry Bean
- Musique : Michel Colombier
- Photographie : Bojan Bazelli
- Montage : John Carter
- Production : Henry Bean et Pierre David
- Société de production : Image Organization et New Line Productions
- Société de distribution : Sidéral Films (France) et New Line Cinema (États-Unis)
- Pays de production :  États-Unis
- Genre : Action, policier et thriller
- Durée : 107 minutes
- Dates de sortie : 
  - États-Unis : 15 avril 1992
  - France : 7 avril 1993

## Distribution
- Laurence Fishburne (VF : Bruno Dubernat ; VQ : Jean Galtier) : Russell Stevens Jr. / John Hull
- Jeff Goldblum (VF : Philippe Dumond ; VQ : Yves Corbeil)[1] : David Jason
- Charles Martin Smith (VQ : Luc Durand) : Carver
- Lira Angel : Bijoux
- René Assa : Guzman
- Jaime Cardriche : Shark
- Alex Colon (VQ : Manuel Tadros) : Molto
- Cory Curtis : Russell Stevens Jr. jeune
- Victoria Dillard (VQ : Élise Bertrand) : Betty
- Joseph Ferro : James
- Yvette Heyden : Nancy Jason
- Sandra Gould : Mme. G
- Kamala Lopez (VQ : Johanne Léveillé) : Belinda
- Shannon Macpherson : Miranda
- Julio Oscar Mechoso (VQ : Mario Desmarais) : Hernandez
- James T. Morris : Ivy
- Paunita Nichols : Jacquiline
- Clifton Powell : Leland
- Gregory Sierra (VQ : Claude Préfontaine) : Barbosa
- Roger Guenveur Smith (VQ : Pierre Auger) : Eddie
- Glynn Turman (VQ : Benoît Rousseau) : Russell Stevens Sr.
- David Weixelbaum : Chino
- Clarence Williams III (VQ : Daniel Picard) : Taft

## Bande originale
La bande originale est publiée par SOLAR Records et sort en avril 1992.
| Liste des titres | Liste des titres                                               | Liste des titres                                        | Liste des titres                         | Liste des titres | Liste des titres | Liste des titres | Liste des titres | Liste des titres | Liste des titres |
| No               | Titre                                                          | Auteur                                                  | Producteur(s)                            | Durée            |                  |                  |                  |                  |                  |
| ---------------- | -------------------------------------------------------------- | ------------------------------------------------------- | ---------------------------------------- | ---------------- | ---------------- | ---------------- | ---------------- | ---------------- | ---------------- |
| 1.               | Deep Cover (interprété par Dr. Dre & Snoop Dogg)               | - C. Wolfe - A. Young - C. Broadus                      | Dr. Dre                                  | 4:16             |                  |                  |                  |                  |                  |
| 2.               | Love or Lust (interprété par Jewell)                           | - C. Wolfe - A. Young - E. Borders                      | Dr. Dre                                  | 3:34             |                  |                  |                  |                  |                  |
| 3.               | Down With My Nigga (interprété par Paradise)                   | - D. Weldon - A. Manuel                                 | - Rhythm D - The Unknown DJ              | 4:12             |                  |                  |                  |                  |                  |
| 4.               | The Sex Is On (interprété par Po', Broke & Lonely)             | - C. Taylor - M. Lynn - R. Monge                        | Chris "The Glove" Taylor                 | 4:28             |                  |                  |                  |                  |                  |
| 5.               | The Way (Is In the House) (interprété par Calloway)            | - K. Robertson - R. Calloway - V. Calloway - S. Beckham | - Reggie Calloway - Cino Calloway        | 4:25             |                  |                  |                  |                  |                  |
| 6.               | The Minute You Fall In Love (interprété par 3rd Avenue)        | - T. Cardoza - T. Taylor                                | The Characters                           | 5:29             |                  |                  |                  |                  |                  |
| 7.               | John and Betty's Theme (interprété par Michel Colombier)       | M. Colombier                                            | Michel Colombier                         | 2:31             |                  |                  |                  |                  |                  |
| 8.               | Mr. Loverman (interprété par Shabba Ranks & Chevelle Franklyn) | - R. Gordon - H. Lindo - M. Bennett                     | - Clifton Dillon - Mike Bennett          | 3:37             |                  |                  |                  |                  |                  |
| 9.               | I See Ya Jay (interprété par Ragtime)                          | - B. Bashir - J. Scott - T. Browne - T. Smith           | Bilal Bashir                             | 4:36             |                  |                  |                  |                  |                  |
| 10.              | Nickel Slick Nigga (interprété par Kokane)                     | - J. Long - E. Birdsong - R. Ayers                      | Cold 187um                               | 4:56             |                  |                  |                  |                  |                  |
| 11.              | Typical Relationship (interprété par Times 3)                  | - C. Troy - V. Davis - Z. Harmon                        | - Christopher Troy - Zack Harmon         | 4:12             |                  |                  |                  |                  |                  |
| 12.              | Digits (interprété par The Deele)                              | M. Taylor                                               | - Dee Bristol - Mark Taylor              | 4:59             |                  |                  |                  |                  |                  |
| 13.              | The Sound of One Hand Clapping (interprété par Calloway)       | - D. Smith - V. Calloway                                | - Reggie Calloway - Cino Calloway        | 3:08             |                  |                  |                  |                  |                  |
| 14.              | Why You Frontin' on Me (interprété par EMmage)                 | - C. Wolfe - E. Borders                                 | - Colin Wolfe - Eric "The Drunk" Borders | 4:52             |                  |                  |                  |                  |                  |
| 59:03            |                                                                |                                                         |                                          |                  |                  |                  |                  |                  |                  |

## Distinctions
Le film a été nommé à deux Film Independent's Spirit Awards, à un CFCA Award et a été présenté en sélection officielle en compétition au festival international du film de Tokyo.